# Leptogenys punctata
Leptogenys punctata är en myrart som beskrevs av Carlo Emery 1914. Leptogenys punctata ingår i släktet Leptogenys och familjen myror. Inga underarter finns listade i Catalogue of Life.